# Ле-Бушо
Ле-Бушо́ (фр. Le Bouchaud) — коммуна во Франции, находится в регионе Овернь. Департамент коммуны — Алье. Входит в состав кантона Ле-Донжон. Округ коммуны — Виши.
Код INSEE коммуны — 03035.

## Население
Население коммуны на 2008 год составляло 213 человек.
| 1962 | 1968 | 1975 | 1982 | 1990 | 1999 | 2008 |
| ---- | ---- | ---- | ---- | ---- | ---- | ---- |
| 344  | 377  | 341  | 277  | 253  | 222  | 213  |

## Экономика
В 2007 году среди 125 человек в трудоспособном возрасте (15—64 лет) 93 были экономически активными, 32 — неактивными (показатель активности — 74,4 %, в 1999 году было 65,0 %). Из 93 активных работали 83 человека (45 мужчин и 38 женщин), безработных было 10 (5 мужчин и 5 женщин). Среди 32 неактивных 7 человек были учащимися или студентами, 14 — пенсионерами, 11 были неактивными по другим причинам.